# Public Choice
Public Choice est une revue d'économie.